# Конголезский кризис
Конголезский кризис (фр. Crise congolaise, 1960—1965) — острый политический кризис, охвативший Республику Конго (Леопольдвиль) после обретения независимости 30 июня 1960 года и продолжавшийся до прихода к власти Жозефа Мобуту. В результате столкновений погибло около 100 тысяч человек.
С первых же дней существования нового государства обострились противоречия между консервативным президентом Жозефом Касавубу и левонационалистическим премьер-министром Патрисом Лумумбой, на которые наложились центробежные стремления регионов: уже спустя несколько дней после декларации независимости объявил о праве на самоопределение богатый, но отдаленный от центра юго-восточный регион Катанга во главе с Моизом Чомбе. Примеру Катанги последовало богатое рудами Южное Касаи во главе с Альбером Калонджи. Премьер Лумумба пытался жёстко бороться с сепаратистами, для этих целей он даже обратился за помощью к СССР, за что получил репутацию «просоветского» лидера. После обострения конфликта с президентом, на сторону которого неожиданно встал министр обороны Мобуту, Лумумба попытался создать альтернативное правительство в Стэнливиле (где он имел поддержку), однако был захвачен по одной версии конголезскими солдатами, переправлен в Элизабетвиль и убит 17 января 1961 года.
Новым премьер-министром стал лумумбист Антуан Гизенга, которого вскоре сменил Сирил Адула, а затем в июле 1964 года этот пост власти предложили лидеру сепаратистов Чомбе. Для наведения порядка последний активно приглашал бельгийских наёмников, за что получил репутацию «империалиста». На востоке страны началось восстание Симба, поддержанное СССР и провозгласившее Лумумбу героем. Для борьбы с повстанцами бельгийские власти совместно с США провели операцию «Красный дракон». Кризис завершился военным переворотом, осуществлённым Мобуту. Он имел громадное значение не только для Конго, но и для всей Африки, оказав влияние на развитие политической ситуации на всём континенте.

## Предыстория

### Бельгийское правление
Колониальное господство в Конго установилось в конце XIX века. Король Бельгии Леопольд II, разочарованный отсутствием у страны международного влияния и престижа, попытался убедить собственное правительство поддержать колониальную экспансию в мало изученном тогда бассейне реки Конго. Его апатичность в отношении этой идеи заставила монарха в конечном счёте создать колонию за свой счёт. В 1885 году, при поддержке ряда западных стран, которые рассматривали Бельгию в качестве полезного буфера между соперничающими колониальными державами, Леопольд получил международное признание колонии под названием «Свободное государство Конго». Однако в начале века произвол должностных лиц в отношении коренных жителей привел к интенсивному дипломатическому давлению на Бельгию, в результате чего в 1908 году монарх был вынужден продать Свободное государство Конго собственному правительству, что привело к образованию новой колонии под контролем центрального правительства.
Бельгийцы правили Конго в соответствии со своими государственными интересами и в соответствии с интересами миссионерских организаций и частных компаний. Привилегированность коммерческих интересов бельгийцев означала, что крупные капиталы потекли в Конго и что отдельные регионы стали специализироваться на добыче отдельных ресурсов. Во многих случаях интересы государства и частного бизнеса были настолько тесно связаны, что первое помогало компаниям подавлять забастовки и устранять другие препятствия на пути к обогащению. Колония оказалась разделена на «гнёзда» — иерархически организованные административные подразделения, и, в отличие от англичан и французов, которые в целом поддерживали систему косвенного управления (на государственных постах в основном оставались местные уроженцы), бельгийцы полностью взяли управление колонией в свои руки. Они установили систему расовой сегрегации. Большое количество белых иммигрантов, которые переехали в Конго после окончания Второй мировой войны, происходили из разных социальных слоев, но всегда ставились выше чернокожих.
В 1940—1950-х годах для Конго был характерен беспрецедентный уровень урбанизации. Во всех своих колониях бельгийская администрация инициировала различные программы государственного развития. Одним из результатов этих мер стало развитие в обществе нового среднего класса — европеизированных африканцев Évolué (дословно — «Развитый»). К 1950 году в Конго заработная плата рабочей силы в два раза превышала подобные показатели в других африканских колониях. Богатые природные ресурсы Конго, в том числе залежи урана, используемого в ядерной программе США во время Второй мировой войны, привели к значительному интересу к жизни региона со стороны сверхдержав — Советского Союза и Соединённых Штатов в рамках холодной войны.

### Политическая атмосфера
Африканское националистическое движение развивалось в Бельгийском Конго с 1950-х годов, в первую очередь среди évolué. По этническому и географическому признаку движение делилось на несколько партий и групп, которые зачастую противопоставлялись друг другу. Крупнейшая из таких групп — «Национальное движение Конго» (фр. Mouvement national Congolais, MNC) — была единой организацией, нацеленной на постепенное достижение независимости страны. Среди учредителей MNC были Патрис Лумумба, Сирил Адула и Жозеф Илео. Другие политики обвиняли партию в излишней умеренности, однако это не мешало её популярности. В 1959 году Лумумба стал ведущей фигурой в MNC, и к концу года в его составе числилось 58 тысяч членов.
Основным конкурентом MNC был Альянс Баконго или АБАКО (фр. Alliance des Bakongo, ABAKO) во главе с Жозефом Касавубу, который занимал более радикальную позицию, призывая к немедленному достижению независимости и продвижению региональной идентичности. Идеология АБАКО утверждала, что независимое Конго должно стать государством баконго и наследником «великого доколониального Конго». Третьей по значимости партией была Конфедерация племенных объединений Катанги (фр. Confédération des Associations Tribales du Katanga) или КОНАКАТ, возглавляемая прозападными антикоммунистами Моизом Чомбе и Годфруа Мунонго. КОНАКАТ выступала за федерализм и преимущественно представляла интересы жителей южной провинцию Катанга. К этим силам позднее присоединился ряд более мелких партий и организаций, самыми авторитетными и важными из которых были радикальная «Партия африканской солидарности» (ПАС) и «Альянс Байанзи» (АБАЗИ).
Хотя MNC была самой крупной из африканских националистических партий, внутри неё было множество фракций, чьи позиции по ряду вопросов значительно различались между собой. Особенно поляризованными были позиции умеренных évolué и более радикального большинства партии. Радикальная фракция во главе с Илео и Альбером Калонджи откололась от движения в июле 1959 года, но это не вызвало массового исхода членов партии. Она получила неофициальное наименование MNC-K (MNC-Калонджи), а большинство оставшихся в основной партии во главе с Лумумбой — MNC-L (MNC-Лумумба, соответственно). Центром сторонником Лумумбы стал Стэнливиль на северо-востоке страны, а сторонники Калонджи в основном базировались в землях народа Луба и в расположенном на юге страны городе Элизабетвиле.
4 января 1959 года в Леопольдвиле, конголезской столице, политическая демонстрация переросла в беспорядки. Force Publique, бельгийская колониальная жандармерия, применила силу против их участников, в результате чего погибли по меньшей мере 49 человек, а общее количество жертв, вероятно, превысило 500 человек. Влияние националистических партий впервые вышло за пределы крупных городов, и демонстрации и беспорядки националистического толка стали обычным явлением в течение всего следующего года. Многие чернокожие отказывались платить налоги и выполнять колониальные законы. Большую часть руководства АБАКО власти арестовали, что поставило MNC в более выгодное положение по сравнению с основным противником.
Эти события привели к радикализации и белого сообщества страны, некоторые члены которого планировали совершить государственный переворот, если к власти придет чернокожее правительство. В условиях анархии белое население начало формировать отряды гражданского ополчения, известные как «Европейский добровольческий корпус» (фр. Corps de Voluntaires Européens). Эти отряды (де-факто группировки боевиков и бандитов) стали совершать нападения на чернокожих.

### Независимость
Бельгийская парламентская рабочая группа после начала беспорядков опубликовала коммюнике по вопросу о будущем Конго, отметив высокий спрос на «внутреннюю автономию». В январе 1960 года Огюст де Шрайвер, министр по делам колоний, организовал «Конголезский круглый стол» в Брюсселе. На нём присутствовали руководители всех основных конголезских партий. Лумумба, арестованный после беспорядков в Стэнливиле, был выпущен в преддверии конференции и возглавил делегацию MNC-L. Правительство Бельгии рассчитывало что предоставить Конго независимость получится не раньше, чем через тридцать лет, однако позиция конголезцев была единодушной — независимость к 30 июня. Вопросы федерализма, этнического национализма и будущей роли Бельгии в конголезских делах остались нерешёнными, поскольку делегаты не смогли достичь соглашения по ним.
Бельгийцы начали кампанию против Лумумбы с целью его изоляции. Они обвинили его в симпатиях к коммунизму и, надеясь расколоть националистическое движение, поддержали основного соперника MNC-L — КОНАКАТ. Многие бельгийцы надеялись, что независимое Конго станет частью федерации, подобной Французскому сообществу Бельгии или Британскому Содружеству Наций, и что тесный экономический и политический союз с Бельгией будет продолжаться. Бельгийское правительство организовало выборы в мае 1960 года, принёсшие победу MNC с относительным большинством голосов.
Провозглашение независимой Республики Конго и конец колониального господства произошли, как и планировалось, 30 июня 1960 года. На церемонии во Дворце Нации в Леопольдвиле король Бодуэн выступил с речью, в которой он провозгласил конец колониального правления в Конго как кульминацию бельгийской «цивилизаторской миссии», начатой Леопольдом II. После выступления короля, Лумумба произнёс незапланированную речь, в которой резко раскритиковал колониализм и описал независимость как венец успеха националистического движения. Некоторые политики, такие как, например, Малкольм Икс встретили речь с одобрением, но в целом она чуть не привела к международному конфликту: даже некоторые конголезские политики восприняли это выступление как излишне провокационное. Тем не менее, по всему Конго правительство объявило «праздник независимости».
Политически новое государство стало полупрезидентской республикой, в которой исполнительная власть была поделена между президентом и премьер-министром по системе, известной как бицефализм. Первым был провозглашён Касавубу, а вторым — Лумумба. Несмотря на возражения КОНАКАТ и некоторых других политических партий, конституция Конго провозглашала централизм — концентрацию власти в руках центрального правительства в Леопольдвиле, без передачи существенных полномочий на провинциальный уровень.

## Начало кризиса

### Мятеж Force Publique, насилие на расовой почве и бельгийская интервенция
Несмотря на провозглашение независимости, бельгийское правительство, ровно как и конголезское, не планировало положить немедленный конец колониальному общественному порядку. Бельгийцы рассчитывали, что белые смогут сохранить свои позиции на неопределенный срок. Республика Конго по-прежнему зависела от колониальных институтов, таких как Общественные силы (фр. Force Publique, являвшиеся жандармерией и вооружёнными силами колонии), в которой белые сохранили командные должности, поскольку были намного лучше подготовлены, чем коренное чёрное население, что частично было связано с политикой расовой сегрегации и недостаточным количеством чёрного населения колонии в заведениях высшего и среднего образования. Многие конголезцы полагали, что независимость приведет к немедленным социальным изменениям, и сохранение белыми своих социальных позиций их возмутило.
Генерал-лейтенант Эмиль Янссен, бельгийский командир Force Publique, отказался рассматривать независимость Конго как повод к изменениям в работе жандармерии. На следующий день после провозглашения независимости он собрал черных унтер-офицеров Леопольдвиля и заявил, что дела в подразделении при его командовании останутся прежними. Резюмируя свою мысль, он написал на доске: «До обретения независимости = после обретения независимости». Это вызвало рост возмущения командованием среди младших офицеров и рядовых солдат, которые ожидали быстрое продвижения по службе и замену белых бельгийцев выходцами из конголезских провинций. 5 июля несколько рот Force Publique взбунтовались против своих белых офицеров в Кэмп-Харди около Тисвиля. На следующий день мятеж распространился на Леопольдвиль, а позже — на гарнизоны по всей стране.
Вместо того, чтобы развернуть бельгийские войска против восставших, как желал Янссен, Лумумба сместил его и переименовал Force Publique в Конголезскую национальную армию (фр. Armée nationale congolaise, ANC). Все чёрные солдаты и офицеры были повышены по меньшей мере на один ранг. Командующим вооружённых сил был назначен Виктор Лундула, который был повышен со старшего сержанта сразу до генерал-майора. В то же время Жозеф-Дезире Мобуту, ещё один бывший старший сержант и близкий помощник Лумумбы, стал заместителем Лундулы как начальника генштаба. Правительство попыталось остановить восстание: Лумумба и Касавубу лично выступили в Леопольдвиле и Тисвиле, убеждая выступавших против центрального правительства солдат сложить оружие, но на большей части территории страны мятеж со временем лишь усиливался. Белые офицеры и гражданские лица становились жертвами нападений и грабежей, а белые женщины — жертвами изнасилований. Правительство Бельгии выразило сильную озабоченность сложившейся ситуацией, особенно когда белые беженцы из Конго стали прибывать обратно на родину и в соседние страны. Международная пресса же была шокирована столь быстрым и очевидным крахом общественного порядка в стране поскольку из-за бельгийской пропаганды они ранее были уверены в полном спокойствии и взаимопонимании, а также в железном контроле в республике.
В то время позиция Лумумбы показалась многим бельгийцам оправданной из-за его резко националистических и антиколонизаторских позиций. 9 июля Бельгия без разрешения властей Конго высадила десанты в Кабало и других провинциях для защиты белых гражданских лиц. Бельгийская интервенция разделила Лумумбу и Касавубу: президент поддержал её, а премьер-министр призвал «всех конголезцев защитить республику против тех, кто угрожает её недавно обретенной свободе и независимости». 11 июля 1961 года, по просьбе Лумумбы бельгийские ВМС эвакуировали белых гражданских лиц из портового города Матади. Однако следом, вместо того, чтобы спокойно уйти, бельгийские корабли обстреляли поселение, убив не менее 19 мирных жителей. Это действие вновь вызвало погромы против белого населения по всей стране, в то время как бельгийские войска вступили в несколько крупных городов, в том числе в Леопольдвиль, где столкнулись с сопротивлением конголезских войск. Правительство Бельгии впоследствии объявило, что обеспечит жильём и работой белых членов бюрократического аппарата, что уедут обратно в метрополию. Это вызвало отход большинства из десяти тысяч государственных служащих Конго европейского происхождения и оставило администрацию страны в замешательстве. Большинство министерств оказалось охвачено беспорядками, а их работа практически остановлена и парализована.

### Сепаратизм в Катанге и Южном Касаи
11 июля 1960 года Моиз Чомбе, лидер КОНАКАТ, объявил южную провинцию Конго Катангу независимым государством — Республикой Катанга, — с Элизабетвилем в качестве столицы, а себя — её президентом. Богатая минералами Катанга традиционно была ближе к соседней Северной Родезии, чем к остальному Конго, и из-за важного значения для бельгийской экономики, европейцы управляли ей отдельно от прочих частей колонии. КОНАКАТ утверждала, что жители Катанги этнически отличаются от баконго и других конголезцев. Объявление независимости было частично мотивировано желанием катангских сепаратистов сохранить доходы от добычи меди и урана в своих руках и не передавать их в Леопольдвиль. Другим важным фактором в пользу сепаратизма Чомбе считал то, что в центральном и восточном Конго была окончательно разрушена система госуправления. Объявив о создании самопровозглашенной Катанги, Чомбе заявил: «Мы покидаем этот хаос».
Крупнейшая горнодобывающая компания в провинции Катанга, Union Minière du Haut-Katanga (UMHK), первоначально поддержала отделение от Конго, опасаясь, что центральное правительство перейдет к национализации промышленности. UMHK в значительной степени принадлежала Société Générale de Belgique, известной холдинговой компании, базировавшейся в Брюсселе и имевшей тесные связи с правительством страны. Воодушевленное действиями UMHK, бельгийское правительство оказало военную помощь независимой Катанге, призвав военных и гражданских служащих в регионе остаться на своих постах. Чомбе начал вербовать наемников, в основном белых из Южной Африки и Родезии, чтобы пополнить войска Катанги и найти командующих своими силами. Хотя Бельгия и выражала неофициальную поддержку правительству Чомбе, официально Катанга осталась непризнанным государством. Отделение Катанги и то, что конголезское правительство де-факто никак не смогло на него отреагировать, показало «слабый фундамент» центральной власти нового государства
Менее чем через месяц после отделения Катанги, 8 августа, о независимости от центрального правительства объявила часть провинции Касаи к северу от Катанги. Таким образом образовалось Горнорудное государство Южное Касаи со столицей в городе Бакванга. Южное Касаи было гораздо меньше размером, нежели Катанга, однако под её контролем находился почти весь объём добычи алмазов в республике. Большую часть населения сепаратистской территории составляли представители народа луба, и президент нового государства, Альбер Калонджи заявил, что отделение от Леопольдвиля связано с преследованиями луба в остальной части Конго. Оно было поддержано членами правления компании Forminière — другой бельгийский горнодобывающей корпорации, которая получила ряд привилегий со стороны нового государства в обмен на финансовую поддержку. Потеряв контроль над данными территориями, правительство Лумумбы лишилось примерно сорока процентов всех доходов.

### Международная реакция и ввод войск ООН
Беспокойство о поддержке бельгийцами сепаратистов в Конго привело к призывам к выводу всех европейских войск из страны со стороны Организации Объединённых Наций (ООН). Генеральный секретарь ООН Даг Хаммаршёльд считал, что кризис в Конго позволит организации продемонстрировать свой миротворческий потенциал, и призвал отправить в Конго многонациональный контингент. 14 июля Лумумба и Касавубу отправили в ООН телеграмму, в которой запросили ввод миротворческих сил для охраны суверенитета Конго от «бельгийской агрессии». Они предупредили, что в случае отсутствия реакции страна обратится за помощью к странам Бандунгской конференции. На следующий день президент и премьер-министр отправили письмо руководителю СССР Никите Хрущёву с просьбой «внимательно следить за ситуацией в Конго». Собравшийся в Нью-Йорке Совет безопасности ООН принял резолюцию под номером 143, в которой призвал Бельгию вывести войска из Конго и уполномочил генерального секретаря направить техническую и военную помощь Конго, взаимодействуя с законным правительством для восстановления правопорядка. Сама по себе эта резолюция носила декларативный характер и чисто по организационным и техническим причинам (за отсутствием у иных государств возможностей к сбору, переброске, размещению и содержанию по месту нахождения такого количества военного и гражданского персонала с техникой) не могла быть реализована без предварительного согласования с высшим руководством США, которое уже привело свои военно-воздушные силы и флот в готовность к реализации решения Совета безопасности. Для его исполнения, в страну морем и по воздуху было переброшено более 115 тысяч военных и гражданских служащих ООН из 21 страны-участницы организации (из них 71,5 тысяча самолётами и 43,6 тысяч кораблями и судами) и около 45 тысяч тонн техники и снаряжения (сухопутная техника, средства связи, оружие и боеприпасы, лёгкие самолёты и вертолёты разведки и связи). Координацией совместных мероприятий мультинационального контингента занимался Государственный департамент США, а переброска сил и средств осуществлялась военно-транспортными самолётами ВВС США, единственной страной из числа заинтересованных в успехе операции, возможности воздушного флота которой позволяли осуществлять операции такого масштаба в короткие сроки. Прямые военные расходы из бюджета Министерства обороны США на проведение операций в Конго составили 61 млн 637 тысяч долларов по состоянию на 31 января 1964 года, из которых шестая часть ($10 млн 317 тысяч) была затрачена на доставку в страну самолётами войск ООН.
Прибытие Оперативной группы ООН (англ. United Nations Operation in the Congo, фр. Opération des Nations Unies au Congo; ONUC) изначально одобрили Лумумба и центральное правительство Касавубу — они рассчитывали, что организация поможет подавить сепаратизм и восстановить мир и правопорядок в стране. Однако первоначально ONUC имела лишь мандат на поддержание мира. Хаммаршёльд заявил, что целью ООН было создать «временные силы обеспечения безопасности», которые, хотя и действовали бы с согласия центрального конголезского правительства, де-факто зависели бы лишь от Организации Объединённых Наций. Он отказался использовать войска ООН для оказания помощи центральному правительству в его борьбе против сепаратистов. Он утверждал, что военное вмешательство ООН в кризис будет означать нарушение суверенитета Конго. Разочарованный Лумумба сначала обратился за помощью к США, однако президент Дуайт Эйзенхауэр отказался предоставить ему отдельную от ООН военную или гражданскую помощь. Тогда Лумумба направил запрос в СССР, который согласился предоставить оружие, материально-техническую и материальную поддержку. В Конго вскоре прибыли около тысячи советских военных советников. Действия Лумумбы оттолкнули от него остальную часть правительства, особенно Касавубу, который опасался последствий советского вмешательства. Американцы также опасались, что вмешательство СССР в Конго приведет к значительному расширению коммунистического влияния в Центральной Африке.
При поддержке СССР две тысячи солдат Конголезской национальной армии начали крупное наступление против Южного Касаи. Данное вторжение не было успешным, а по ходу него армия стала участником межэтнических распрей между луба и лулуа. В результате конголезские войска совершили серию массовых убийств представителей луба: было убито около трёх тысяч мирных жителей. Насилие вызвало массовое бегство тысяч из них. Многие луба тогда покинули свои дома, спасаясь от него.
Вмешательство СССР встревожило руководство США. Правительство Эйзенхауэра, находившееся под влиянием бельгийской пропаганды, давно подозревало, что Лумумба был скрытым коммунистом и собирался передать Республику Конго (Леопольдвиль) под контроль СССР. В августе 1960 года агенты Центрального разведывательного управления США (ЦРУ) в регионе сообщили, что «Конго переживает… классическую коммунистическую интервенцию», и предупредили, что страна может последовать по пути Кубы.

## Политическая дезинтеграция

### Раскол центрального правительства и первый переворот Мобуту
Запрос поддержки у Советского Союза со стороны Лумумбы привёл к расколу внутри правительства республики и усилению давления со стороны западных стран с целью удалить его от власти. Кроме того, Чомбе и Калонджи обратились к Касавубу, который, по их мнению, был более умеренным политиком а также бо́льшим сторонником федерализма, нежели Лумумба. Он обещал пойти на переговоры о мире в случае, если Лумумбу подвергнут опале. Между тем, Мобуту установил полный контроль над армией и маршрутами предоставления военной помощи извне. С вооружёнными формированиями под командованием Мобуту работали американские инструкторы по боевой подготовке, занимавшиеся обучением их пользованию западным вооружением.
5 сентября 1960 года Касавубу объявил по радио, что он в одностороннем порядке увольняет Лумумбу, обвинив его при этом в организации массовых убийств в Южном Касаи. Кроме этого президент пообещал народу американскую помощь. Эндрю Кордье, представитель ООН в Конго от США, использовал свои связи, чтобы блокировать возможность фракции MNC-L ответить на обвинения. Однако обе палаты парламента поддержали Лумумбу и осудили Касавубу. Лумумба пытался отстранить Касавубу от должности, но не смог получить необходимую поддержку для этого. Якобы с целью выйти из тупика, Жозеф-Дезире Мобуту совершил бескровный переворот и сместил и Касавубу, и Лумумбу, заменив их «Коллегией генеральных комиссаров» (фр. Collège des Commissaires-généraux), состоявшей из выпускников высших учебных заведений во главе с Жюстеном Бомбоко. Советские военные советники получили указание покинуть страну. Пропаганда заявляла, что военный переворот должен отрезвить политиков, после чего власть снова вернётся к гражданским лицам. Однако на практике Мобуту выступил на стороне Касавубу против Лумумбы, который был помещён под домашний арест под охраной ганских миротворцев ООН и внешнего кольца из солдат Конголезской национальной армии. Касавубу по инициативе Мобуту в феврале 1961 года восстановили в должности президента. С этого момента Мобуту имел возможность вести свою политику по разрешению кризиса от его имени.
После восстановления Касавубу в качестве президента конголезские фракции предприняли попытки сблизиться между собой. Чомбе начал переговоры об образовании конфедерации. Хотя компромиссное соглашение было достигнуто, оно не вступило в силу из-за личной неприязни между Касавубу и Чомбе. Попытки примирения между ними в июле 1961 года привели к образованию нового правительства во главе с Сирилом Адула, в которое вошли представители и фракции Лумумбы, и Южного Касаи, но без участия Катанги.
Недовольные члены MNC-L бежали на восток, в Стэнливилль, где в ноябре 1960 года под руководством Антуана Гизенги образовали ещё одно повстанческое правительство в оппозиции к центральной власти в Леопольдвиле, получившее название «Свободная Республика Конго». Ряд государств, включая СССР и Китай, признали это государство представляющим истинные интересы всего народа Конго. Оно могло выставить 5,5 тысяч солдат против 7 тысяч правительственных войск. Однако, столкнувшись с давлением ООН, правительство Гизенги рухнуло в январе 1962 года после ареста своего лидера.

### Убийство Лумумбы
Лумумба сбежал из под домашнего ареста на восток, в Стенливилль, где он рассчитывал собрать своих сторонников. Преследуемый войсками, верными Мобуту, 1 декабря 1960 года он был взят в плен в Порт-Франки и в наручниках доставлен в Леопольдвиль. ООН и Касавубу требовали судебного разбирательства, однако Советский Союз потребовал немедленного освобождения Лумумбы. 7 декабря 1960 года состоялось срочное заседание Совета Безопасности ООН по рассмотрению советских требований об освобождении и восстановлении в должности главы правительства Конго Патриса Лумумбы, а также об разоружении сил Мобуту. Резолюция, внесённая СССР, была отклонена восемью голосами членов Совбеза ООН против двух. Находящийся в плену Лумумба был подвергнут пыткам и перевезён в Тисвиль, а затем в провинцию Катанга, где был передан силам, лояльным Чомбе. 17 января 1961 года Лумумба был казнен катангскими войсками недалеко от города Элизабетвиль.
13 января в прессе появились статьи об убийстве экс-премьер-министра, которые вызвали международное возмущение. Посольство Бельгии в Белграде атаковали протестующие, демонстрации с применением против позиции колонизаторов прошли в Лондоне и Нью-Йорке. В отместку за убийство Лумумбы его сторонники расстреляли в Катанге несколько военнопленных, в частности первого министра связи республики Альфонса Сонголо.

### Усиление контингента ООН и усмирение Катанги
С июля 1960 года ООН выпустила ряд дополнительных резолюций, призывавших к полному выводу бельгийских войск и всевозможных наёмников из провинции Катанга. К 1961 году численность ONUK составила почти 20 тысяч человек. Хотя мандат, данный им ООН, не позволял принимать ту или иную сторону, миротворцы ONUK были уполномочены арестовывать иностранных наёмников. В апреле 1961 года катангская жандармерия попыталась ликвидировать восстание народа луба на севере своей территории. Однако после высадки их отряды были разбиты войсками ONUC. Дальнейшая попытка штурма Кабало не увенчалась успехом, а привела к ухудшению отношений между сепаратистами и ONUC и ряду военных операций против них.
В сентябре 1961 года миротворцы попытались задержать группу катангцев во время операции «Мортор» (Morthor). Задержание не удалось, и началась перестрелка, в которой погибли десятки гражданских лиц. Ранее была проведена аналогичная операция, завершившаяся успехом миротворцев и задержанием около 40 наёмников. В ответ Катангская жандармерия (которая служила Государству Катанга в качестве регулярной армии, а не полиции) и группа белых наёмников под командой французского ветерана Роже Фольке осадила удалённый шахтёрский город Жадовиль, охраняемый небольшим отрядом ирландской армии из состава миротворцев ООН. Несмотря на подавляющее численное превосходство противника, ирландцы отказались сдаться. После шести дней упорных боев, получивших известность как «осада Жадовиля», у ирландцев закончились боеприпасы и вода, и они капитулировали. В их рядах погибших не было (погибшие были лишь среди индийских миротворцев), в то время как со стороны нападавших было убито несколько сотен человек. Правительство Катанги в течение месяца удерживало ирландцев в качестве заложников, что вызвало возмущение ООН и их сторонников.
18 сентября 1961 года Хаммаршёльд прилетел в Ндолу в Северной Родезии, недалеко от границы с Конго, чтобы попытаться выступить в качестве посредника в переговорах о прекращении огня между силами ООН и катангцами. При попытке приземления в аэропорту его самолёт разбился. Все, кто был на борту, погибли. Новый генсек ООН У Тан, в отличие от своего предшественника, поддерживал более радикальную политику прямого вмешательства в конголезский конфликт. Катангцы отпустили ирландских солдат в середине октября в рамках соглашения о прекращении огня, по которому ONUK согласилась отвести свои войска от границ самопровозглашённого государства. Однако пересмотр американцами своей политики в Конго и убийство десяти итальянских пилотов ООН в Кинду в ноябре 1961 года усилили желание ООН и центрального правительства Конго добиться как можно скорейшего разрешения ситуации. В апреле 1962 года войска ONUK заняли Южное Касаи. В ночь с 29 на 30 сентября военное командование совершило переворот против правящего режима. 5 октября 1962 года войска центрального правительства снова прибыли в Баквангу, чтобы поддержать мятежников и помочь подавить последних сторонников калонджистов, что положило конец отделению Южного Касаи.
Резолюция 169, выпущенная в ноябре 1961 года, призвала ONUK реагировать на ухудшение ситуации с правами человека и предотвратить полномасштабную гражданскую войну в Конго. Резолюция полностью отвергла претензии Катанги на самостоятельность и уполномочила ONUK использовать всю необходимую силу «для оказания помощи центральному правительству Конго в восстановлении и поддержании законности и правопорядка». Катангцы провели несколько провокаций, и в ответ войска ONUK начали операцию «Унокат» с целью захвата стратегических позиций вокруг Элизабетвиля. Столкнувшись с международным давлением, Чомбе подписал в декабре 1962 года Китонскую декларацию, в которой согласился признать власть центрального правительства и конституции и отказаться от претензий на независимость Катанги. Однако переговоры Чомбе и Адулы зашли в тупик, в то время как войска Катанги начали теснить войска ООН. Растущее нежелание Бельгии поддерживать Катангу же продемонстрировало недолговечность её государственности. 11 декабря 1962 года министр иностранных дел Бельгии заявил, что правительство его страны готово оказать полное содействие ООН в случае принятия ими решения о силовой ликвидации Катанги.
24 декабря 1962 года войска ООН и катангские жандармы столкнулись около Элизабетвиля. После провала попытки достичь соглашения о прекращении огня, войска ООН в ходе операции «Грандслам» заняли Элизабетвиль, что побудило Чомбе покинуть страну. Вскоре после этого было подписано соглашение о прекращении огня. Индийские миротворцы ООН, действуя вне рамок данных им приказов, заняли Жадовиль, не позволив тем самым катангцам перегруппироваться. Постепенно войска ООН захватили остальную часть провинции Катанга, и 21 января 1963 года Чомбе сдал свой последний оплот Колвези, завершив тем самым краткий период государственности Катанги.

### Попытки политического примирения
После усмирения Катанги начались переговоры между разрозненными политическими группировками. Их начало совпало с формированием эмигрантской политической группы — «Национального совета освобождения» (фр. Conseil National de Libération, НСО) — из числа сторонников Лумумбы в Браззавиле. Переговоры завершились утверждением новой конституции, получившей название «лулуабургской» в честь города, в котором её подписали. Данный документ был призван создать новый баланс сил. Новая конституция расширила полномочия президента, урезав их у премьер-министра, и успокоила региональные элиты, увеличив число провинций с 6 до 21 при расширении их автономии. Фактически страна была превращена в федеративную президентскую республику. Конституция также изменила название государства: вместо Республики Конго оно ныне стало именоваться Демократическая Республика Конго. Документ приняли на референдуме в июне 1964 года. одновременно в ожидании новых выборов президент распустил парламент. Касавубу назначил Чомбе, бывшего лидера Катанги, временным премьер-министром. Запад одобрил эту кандидатуру, поскольку Чомбе считался ярым врагом коммунизма, но среди африканских лидеров, таких как король Марокко Хасан II, он слыл империалистической марионеткой за свою роль в отделении Катанги. Новые выборы назначили на 30 марта, однако в это время вспыхнуло мощное восстание в центральных и восточных районах Конго.

## Восстание Симба и Квилу
Период политического кризиса привёл к разочарованию в правительстве республики. Требования добиться «второй независимости» уже от клептократии и политической нестабильности в столице всё росли. Лозунг «второй независимости» подхватили сторонники идей маоизма среди конголезских революционеров, в частности Пьер Мулеле, который одно время был министром образования в правительстве Лумумбы. В итоге политическая нестабильность привела к мощному восстанию против центрального правительства.
Очаги восстания вспыхнули в сельской местности, где особенно активной была агитация лумумбистов, в особенности среди народов пенде и бунду. К концу 1963 года начались волнения в Центральном и Восточном Конго. 16 января 1964 года вспыхнуло восстание в Квилу, сконцетрировавшееся в городах Идиофа и Гунгу. Вскоре восстание перекинулось в Киву на востоке, а затем в Альбервиль, что вызвало ещё один бунт. Мятежники начали расширять свои территории и быстро продвинулись на север, захватив Стэнливилль, Паулис и Лисалу.
Повстанцы, называвшие себя «Симба» (суахили Simbas, дословно — «Лев»), имели популистскую, но крайне непроработанную идеологию, основанную на коммунистических лозунгах о равенстве, всеобщем благосостоянии и борьбе с излишне богатыми. Большинство революционеров были молодыми людьми, которые надеялись, что восстание даст им возможности, которые не давало правительство. Повстанцы верили в магические ритуалы, считая, что они могут защитить их от пуль. Они использовали колдовство в целях самообороны и ради деморализации своих врагов. Продвигаясь в сторону Киншасы, повстанцы терроризировали население, устраивая показательные массовые убийства и казни с целью устранения политической оппозиции и запугивания населения и потенциальных противников. В частности повстанцы убили около двух тысяч европеизированных конголезцев.
Когда началось это восстание, ONUC уже находилась в процессе вывода своих войск из Конго. В стране находилось лишь около пяти с половиной тысяч миротворцев, чей вывод из страны оказался крайне затруднён в связи с развернувшимся конфликтом. Миссионеры, которые жили в храмах посреди Киву, также обратились к ним за помощью. Для их спасения руководство ONUC сформировало небольшой отряд. Эти спасательные операции продолжались с марта по апрель; благодаря им было спасено около 100 человек.
Повстанцы основали собственное государство — «Народную Республику Конго» (фр. République populaire du Congo) — со столицей в Стэнливилле и Кристофом Гбение в качестве президента. Новое государство поддержали Советский Союз и Китай, которые снабжали его оружием, и ряд африканских государств, в частности Танзания. Куба послала команду из более чем сотни советников во главе с Че Геварой и Виктором Дреке для обучения повстанцев тактике боевых действий. Восстание Симба совпало с эскалацией «холодной войны» после инцидента в Тонкинском заливе, и после его окончания бытовало предположение, что, если бы восстание не было быстро подавлено, Конго ожидала бы полномасштабная американская военная интервенция наподобие Вьетнамской.

### Подавление восстания и бельгийско-американская интервенция
Первая череда успехов достаточно быстро закончилась. Восстание Симба было совершенно неподготовлено для боёв на территории, которую в своё время не контролировало движение MBC-L. Изнутри государство также было крайне неустойчиво, поскольку страдало от непоследовательной социально-экономической политики и неурядиц. С конца августа 1964 года повстанцы начали сдавать свои позиции. Альбервиль и Лисала в конце августа и в начале сентября заняли отряды Конголезской национальной армии. Чомбе, опираясь на Мобуту, мобилизовал большую часть своих бывших наёмников из Катанги и направил их против повстанцев. Эти отряды во главе с «Бешеным Майком» Хоаром, происходившие в основном из Западной Европы и Южной Африки, были объединены в подразделение, известное как 5-й отряд коммандос Конголезской национальной армии (фр. 5 commando). Эта группировка служила в качестве авангарда армии и получила известность из-за своих зверств в зоне конфликта — убийств мирных жителей, пыток, грабежей и изнасилований. В интервью прессе сам Хоар описал своих людей как «диких головорезов». Наемники пользовались материальной поддержкой со стороны ЦРУ.
В ноябре 1964 года повстанцы собрали оставшееся белое население Стэнливиля, которое стало заложниками, в отеле «Виктория». Повстанцы рассчитывали их использовать в качестве козыря в переговорах с армией ДРК. Для освобождения заложников в Конго прибыли бельгийские парашютисты при поддержке американской авиации (на момент окончания активной фазы военных действий в стране оставалось 36 военных специалистов ВС США для контроля и руководства мероприятиями и неустановленное количество американских наёмников, формально не являвшихся военнослужащими). 24 ноября в рамках операции «Красный дракон» бельгийские парашютисты высадились в Стэнливиле и приступили к освобождению заложников. В ходе боёв в общей сложности погибло около 70 заложников и тысячи конголезских мирных жителей, но большинство заложников всё-таки было освобождено. Бельгийцы имели приказ только освободить заложников, а не выдавить повстанцев из города, но тем не менее, эта операция существенно сказалась на судьбе восстания. Потерпев поражение, руководство повстанцев отправилось в изгнание в смятении и серьёзных разногласиях; один из руководителей даже выстрелил экс-главе государства в плечо. После завершения операции бельгийские десантники вернулись на родину. За интервенцию Бельгию международное сообщество обвинило в неоколониализме и попытке навязать свой протекторат международно признанному государству.
В результате этой интервенции Чомбе потерял поддержку Касавубу и Мобуту, которые в октябре 1965 года уволили его с поста премьер-министра. Вскоре после окончания операции «Красный дракон», Конголезская национальная армия и наёмники захватили Стэнливиль, положив конец восстанию Симба, в ходе которого последние убили около 20 тысяч конголезцев и 392 западных заложников, в том числе 268 бельгийцев. Всего при подавлении восстания погибли несколько десятков тысяч человек. Очаги сопротивления сохранялись в восточной части Конго, особенно в провинции Южное Киву, где Лоран-Дезире Кабила возглавил группировку повстанцев марксистской ориентации, существовавшую до 1980-х годов.

## Второй переворот Мобуту
На выборах в марте 1965 года большинство мест получила организованная Чомбе партия «Конголезская национальная конвенция» (фр. Convention Nationale Congolaise, CONACO), но значительная часть его бывших сторонников, в том числе Эварист Кимба, перешла в оппозиционный Конголезский демократический фронт (фр. Front Démocratique Congolais, FDC). Касавубу, пытаясь воспользоваться ситуацией и сковать действия Чомбе, назначил лидера FDC и оппонента Чомбе Эвариста Кимбу премьер-министром, но лояльный Чомбе парламент отказался ратифицировать это назначение. Вместо того, чтобы искать компромиссного кандидата, Касавубу в одностороннем порядке объявил Кимбу премьер-министром, что завело страну в политический тупик. Тогда Мобуту совершил свой уже второй бескровный военный переворот и 25 ноября 1965 года захватил власть.
Мобуту ввел в стране чрезвычайное положение на срок пять лет, получив де-факто абсолютную власть. По истечении данного срока он обещал восстановить демократию и провести новые выборы. Переворот Мобуту, сильного лидера и главы военизированной верхушки, который обещал экономическую и политическую стабильность истерзанной стране, был осуществлён во многом при поддержке Соединённых Штатов и правительств других западных стран. Первоначально новый властитель имел широкую популярность в народе. В ходе своего правления он всё больше сосредотачивал в своих руках властные полномочия, в 1966 году отменив пост премьер-министра, а год спустя окончательно распустив парламент.

## Последствия и наследие
Осуществив военный переворот и получив все полномочия, Мобуту принялся постепенно укреплять свою власть в Конго. Число провинций сократилось, а их автономии новый властитель серьёзно ограничил, создав высокоцентрализованное государство как в начале пути независимости. Наиболее важные государственные должности заняли его ближайшие друзья и соратники. В 1967 году, чтобы доказать свою легитимность, Мобуту создал собственную политическую партию, получившую название «Народное движение революции» (фр. Mouvement Populaire de la Révolution, MPR), которая до 1990 года была единственной легальной в стране. Принятая тогда же конституция провозгласила единство вождя и государства. В 1971 году Мобуту переименовал страну в Заир и предпринял усилия по насаждению максимального уровня «аутентичности», в частности ввёл абакост вместо европейских костюмов и переименовал ряд населённых пунктов и географических объектов. Мобуту национализировал оставшиеся в стране иностранные активы. Однако эти действия быстро привели к расцвету клановости, непотизма, кумовству и бесхозяйственности. Данное правительство присвоило из бюджета до 10 миллиардов долларов.
В годы после кризиса Мобуту сумел нейтрализовать всех оппозиционеров, которые могли бы угрожать его власти. В 1965 году он отправил Чомбе во вторую ссылку по обвинению в государственной измене. Между 1966 и 1967 годами произошли два восстания в Стэнливиле с участием 800 катангских жандармов и бывших наёмников Чомбе, которые потерпели поражение и были ликвидированы. В 1967 году Чомбе заочно приговорили к смертной казни и в том же году похитили при угоне самолёта и поместили под арест в Алжире. Его смерть в 1969 году, якобы от естественных причин, вызвала подозрения о причастности Мобуту к его убийству. Мулеле заманили в Конго из изгнания, обещая амнистию, но в итоге арестовали, подвергли пыткам и убили.

### Политическое наследие
Вопросы федерализма и государственной централизации, поставленные в ходе кризиса, так и не были разрешены при Мобуту, что способствовало снижению популярности идей нового правительства среди рядовых граждан. Мобуту был решительным сторонником централизации власти, и одним из его первых актов в 1965 году было объединение провинций и отмена бо́льшей части полномочий их правителей, в первую очередь местной законодательной и судебной власти. Излишняя централизация привела к появлению множества группировок, которые выступали за этнофедерализм. Против диктатуры Мобуту вспыхивало огромное количество мятежей, как самостоятельных, так и при поддержке соседних государств или повстанческих группировок. Мятежи в провинциях продолжались в восточном Конго даже в 1980-е годы и оставили в наследство нестабильность вдоль восточных границ государства. Уже после свержения Мобуту поднялось ещё одно восстание с попыткой отсоединения региона.
Лоран-Дезире Кабила в итоге организовал восстание против Мобуту и смог его свергнуть в 1997 году, а его сын, Жозеф, после смерти отца стал долговременным президентом восстановленной Демократической Республики Конго. После падения Мобуту Антуан Гизенга основал политическую Объединённую Лумумбистскую партию и в 2006 году получил пост премьер-министра.
Конголезский кризис оставил свой, неизгладимый отпечаток на коллективной памяти всего конголезского народа. Существует широкий консенсус, что независимость страны обернулась для неё полной катастрофой. В научной литературе экоха правления Мобуту и эпоха правления бельгийцев часто признаётся фактически идентичной. В Бельгии частное расследование причастности страны к убийству Лумумбы привело к «принесению извинений за допущение кровавого происшествия».

## Международное значение
Конголезский кризис одним махом выявил истинную природу держав, которые сформировали большую часть послевоенного мира. Он на практике показал даже не столько её, столько природу ООН, Афро-Азиатского блока стран, недавно получивших независимость, а также Москвы.
Беспорядки, вызванные кризисом в Конго, дестабилизировали центральную Африку и способствовали разжиганию португальской колониальной войны, особенно войны за независимость Анголы. Ангольские националисты долгое время имели тесные связи с конголезскими группировками или с самим правительством Мобуту. Группировка под названием União dos Povos de Angola (UPA) (в дальнейшей переименованная в «Национальный фронт освобождения Анголы», фр. Frente Nacional de Libertação de Angola, FNLA) вела борьбу за восстановление доколониального королевства Конго в прежних границах. Полагая, что освобождение Конго является первым этапом в этом процессе, UPA в 1961 году развязала восстание, вызвав тем самым конфликт, продлившийся до 1974 года. Правительства Конго-Заира оказывали поддержку повстанцам, а порой и принимали непосредственное участие в гражданской войне.
Из-за кризиса власти многих африканских государств были вынуждены пересмотреть свои взгляды на внутреннюю и внешнюю политику. В частности, кризис привёл к разделению африканских государств на фракции. Государства с умеренно-настроенными правительствами стали частью Браззвильской группы, которая призывала к единству между франкоязычными странами Африки и поддержанию дружественных отношений с Францией. Государства с более радикальными националистическими правительствами стали частью союза Касабланки, который призывал к созданию Панафриканской федерации. Хаос и тяжёлая судьба белых в Конго убедили правительство соседней Родезии (в которую многие эмигранты из Конго прибыли в качестве беженцев), что чёрные националистические группировки не способны управлять своими соплеменниками, и вызвало опасения, что немедленный приход к власти чёрного большинства в Родезии приведёт к таким же результатам. После того, как переговоры с Британией неоднократно прерывались, белое правительство Родезии в одностороннем порядке провозгласило независимость государства.
Отделение Катанги оказало значительное влияние на всю Африку. Во время первой гражданской войны в Чаде между 1965 и 1979 годами Фронт национального освобождения Чада (фр. Front de libération nationale du Tchad, FROLINAT) открыто отверг предложение Франсуа Томбалбая уйти в сепаратизм, заявив «Здесь не будет Катанги». В 1967 году в Нигерии произошло отделение государства сепаратистов-игбо — Биафры, связанное с межнациональными противоречиями и насилием со стороны северных этнических групп, в следовании интересам которых население Биафры обвиняло правительство Нигерии. Эти два восстания имеют много общего, и в научной литературе их нередко сравнивают и приравнивают друг к другу. Однако, в отличие от Катанги, Биафра всё же добилась ограниченного дипломатического признания и отказалась от поддержки западных транснациональных компаний. Но как и власти Катанги, её правительство потерпело поражение и признало власть Нигерии в 1970 году.

## Память
В память о дне независимости Конго в городе Киншасе центральная улица города названа бульваром 30 июня.

### Книги
- Borstelmann Thomas[англ.]. Apartheid, Colonialism, and the Cold War: the United States and Southern Africa, 1945—1952 (англ.). — New York: OUP US, 1993. — P. 92—93. — 298 p. — ISBN 0-19-507942-6. — ISBN 978-0-195-07942-5.
- Boulden Jane. Peace Enforcement: The United Nations Experience in Congo, Somalia, and Bosnia (англ.). — 1st ed. — Westport, Ct.: Praeger Publishing, 2001. — 161 p. — ISBN 0-275-96906-1. — ISBN 978-0-275-96906-6.
- Cornet Anne; Gillet Florence. Congo Belgique: entre propagande et réalité: 1955—1965 (фр.). — Brussels: La Renaissance du livre[фр.], 2010. — P. 19—21. — 159 p. — ISBN 2-507-00330-8. — ISBN 978-2-507-00330-2.
- Dunn Kevin C. Congo (Kinshasa), Democratic Republic of/Zaire: Mobutu, Zaire, and Mobutuism // Encyclopedia of African History (англ.) / ed. by Kevin Shillington[англ.]. — New York: Routledge, 2004. — Vol. I. — P. 311—312. — 610 p. — ISBN 1-579-58245-1.
- Freund Bill[англ.]. The Making of Contemporary Africa: The Development of African Society since 1800 (англ.). — 2nd ed. — Basingstoke: Macmillan Press. A scientific division of Macmillan Publishers, 1998. — Vol. II. — P. 199. — 334 p. — ISBN 978-0-333-69872-3.
- Gendebien Paul-Henry. L'Intervention Des Nations Unies Au Congo, 1960–1964 (фр.). — Berlin: Walter de Gruyter, 1967. — 292 p. — ISBN 978-3-11-113787-2. — doi:10.1515/9783111504698.
- Gibbs David N. The Political Economy of Third World Intervention (англ.). — Chicago: University of Chicago Press, 1991. — 322 p. — (American Politics and Political Economy Series). — ISBN 0-226-29071-9. — ISBN 978-0-226-29071-3.
- Gondola Didier. The History of Congo (англ.). — Westport, Ct.: Greenwood Press, 2002. — P. 118—119. — 215 p. — (Greenwood Histories of the Modern Nations). — ISBN 0-313-31696-1. — ISBN 978-0-313-31696-8.
- Haskin Jeanne M. The Tragic State of the Congo: From Decolonization to Dictatorship (англ.). — New York: Algora Publishing, 2005. — 228 p. — ISBN 0-875-86416-3. — ISBN 978-0-875-86417-4.
- Hoskyns Catherine. The Congo Since Independence, January 1960 — December, 1961 (англ.) / ed. by James Kendall Hosmer. — London: Oxford University Press, 1965. — 518 p. — (Royal Institute of International Affairs Publications).
- Kanza Thomas R. The Rise and Fall of Patrice Lumumba: Conflict in the Congo (англ.). — Rochester, Vermont: Schenkman Books, Inc., 1994. — 386 p. — ISBN 0-87073-901-8. — ISBN 978-0-816-19015-7.
- Kennes Erik; Larmer Miles[англ.]. The Katangese Gendarmes and War in Central Africa: Fighting Their Way Home (англ.). — 2nd illustrated ed. — Bloomington: Indiana University Press, 2016. — 289 p. — ISBN 0-253-02150-2. — ISBN 978-0-253-02150-2.
- Meredith Martin[англ.]. The First Dance of Freedom: Black Africa in the Postwar Era (англ.). — London: Hamish Hamilton[англ.], 1984. — 412 p. — ISBN 0-241-11340-7. — ISBN 978-0-241-11340-0.
- Mwakikagile Godfrey[англ.]. Statecraft and Nation Building in Africa: A Post-colonial Study (англ.). — Dar es Salaam: New Africa Press[англ.], 2014. — P. 72. — 604 p. — ISBN 99-871-603-95. — ISBN 978-9-987-16039-6.
- Nugent Paul[вд]. Africa since Independence: A Comparative History (англ.). — Houndmills, Basingstoke, Hampshire; New York: Palgrave Macmillan, 2004. — xix, 620 p. — ISBN 0-333-68272-6. — ISBN 978-0-333-68273-9. — ISBN 0-333-68273-4. — ISBN 978-0-333-68273-9.
- Nzongola-Ntalaja Georges[англ.]. The Congo, From Leopold to Kabila: A People’s History (англ.). — 3rd ed. — London: Zed Books ; New York: Palgrave Macmillan, 2007. — P. 103—106. — 304 p. — ISBN 978-1-84277-053-5.
- Othen Christopher. Katanga 1960—63: Mercenaries, Spies and the African Nation that Waged War on the World (англ.). — 2nd illustrated ed. — London: The History Press?!, 2015. — 256 p. — ISBN 0-750-96580-0. — ISBN 978-0-750-96580-4.
- Packham Eric S. Freedom and Anarchy (англ.). — 2nd illustrated ed. — Hauppauge, New York: Nova Science[англ.], 1996. — P. 54. — 322 p. — ISBN 1-560-72232-0. — ISBN 978-1-560-72232-8.
- Pakenham Thomas. The Scramble for Africa: the White Man’s Conquest of the Dark Continent from 1876 to 1912[англ.] (англ.). — 13th ed. — London: Abacus, 1992. — 712 p. — ISBN 0-380-71999-1. — ISBN 978-0-349-10449-2.
- Renton David; Seddon David; Zeilig Leo. The Congo: Plunder and Resistance (англ.). — London: Zed Books, 2007. — P. 113. — 256 p. — ISBN 978-1-84277-485-4.
- Stapleton Timothy J. Refugee-warriors and other people's wars in post-colonial Africa: the experience of Rwandese and South African military exiles (1960–94) // Dissent, Protest and Dispute in Africa (англ.) / ed. by Toyin Falola & Emmanuel Mbah. — illustrated ed. — New York: Routledge, 2016. — 306 p. — (Global Africa). — ISBN 1-315-41307-8. — ISBN 978-1-315-41307-5. — doi:10.4324/9781315413099.
- Struelens Michel. The United Nations in the Congo, Or O.N.U.C., and International Politics :  [англ.]. — 1st ed. — Brussels : Max Arnold, 1978. — С. 48. — 188 с. — OCLC 2618699.
- Turner Thomas. The Congo Wars: Conflict, Myth, and Reality (англ.). — 2nd ed. — London: Zed Books, 2007. — 243 p. — ISBN 978-1-84277-688-9.
- U.S. Support. — Washington: Department of Defense Appropriations, 1965.
- Warrior Chiefs: Perspectives on Senior Canadian Military Leaders (англ.) / ed. by Horn Bernd & Harris Stephen J. — illustrated ed. — Toronto: Dundurn Press[англ.], 2001. — 320 p. — ISBN 1-550-02351-9. — ISBN 978-1-550-02351-0.
- Whelan Michael. Battle of Jadotville: Irish Soldiers in Combat in the Congo 1961 (англ.). — Dublin: South Dublin Libraries, 2006. — 92 p. — ISBN 0-954-76606-7. — ISBN 978-0-9547660-6-1.
- Willame Jean-Claude[англ.]. Patrimonialism and political change in the Congo (англ.) / trans. by M. Crawford Young. — Stanford: Stanford University Press, 1972. — 223 p. — ISBN 0-8047-0793-6. — ISBN 978-0-804-70793-0.
- De Witte Ludo[нидерл.]. The Assassination of Lumumba (англ.) = De moord op Lumumba (нид.) / tr. by Ann Wright and Renée Fenby. — London & New York: Verso Books[англ.], 2002. — 224 p. — ISBN 1-859-84410-3.
- Wood J.R.T. So Far and No Further! Rhodesia's Bid For Independence During the Retreat From Empire 1959–1965 (англ.). — Victoria, B.C.: Trafford Publishing, 2005. — 533 p. — ISBN 1-466-93408-5. — ISBN 978-1-4120-4952-8.
- Young M. Crawford[англ.]. Politics in Congo: Decolonization and Independence (англ.). — 2nd reprinted ed. — Princeton: Princeton University Press, 2015. — 672 p. — (Princeton Legacy Library, vol. 2313). — ISBN 1-400-87857-8. — ISBN 978-1-400-87857-4.
- Zeilig Leo. Lumumba: Africa’s Lost Leader (англ.). — London: Haus Publishing[англ.], 2008. — 198 p. — (Life&Times). — ISBN 1-905-79102-X. — ISBN 978-1-905791-02-6.

### Статьи
- Fox Renee C.; Craemer Willy de; Ribeaucourt Jean-Marie. «The Second Independence»: A Case Study of the Kwilu Rebellion in the Congo (англ.) // Comparative Studies in Society and History. — Cambridge: Cambridge University Press, 1965. — October (vol. 8, no. 1). — P. 78—109. — ISSN 1475-2999. — doi:10.1017/s0010417500003911. — JSTOR 177537.
- Gibbs David N. Misrepresenting the Congo Crisis (англ.) // African Affairs. — New York: OUP US, 1996. — July (vol. 95, no. 380). — P. 453—459. — ISSN 0001-9909. — doi:10.1093/oxfordjournals.afraf.a007743. — JSTOR 723578.
- Gleijeses Piero. «Flee! The White Giants Are Coming!»: The United States, the Mercenaries, and the Congo, 1964—65 (англ.) // Diplomatic History. — Oxford: OUP UK, 1994. — Vol. 18, no. 2. — P. 71—93. — ISSN 0145-2096. — doi:10.1111/j.1467-7709.1994.tb00611.x. Архивировано 21 января 2018 года.
- Mockler Anthony. Soldiers of Fortune: 5 Commando, the Congo 1964–65 (англ.) // The Elite. — Orbis Books[англ.]. An imprint of Maryknoll[англ.], 1986. — Vol. 1, iss. 6. — P. 116–120. — ISSN 0030-4387.
- Stanard Matthew G. Revisiting Bula Matari and the Congo Crisis: Successes and Anxieties in Belgium's Late Colonial State (англ.) // The Journal of Imperial and Commonwealth History. — Milton Park, Abingon: Routledge, 2018. — No. 46 (1). — P. 144—168. — ISSN 0308-6534. — doi:10.1080/03086534.2017.1390895.
- Verhaegen Benoît. Les rébellions populaires au Congo en 1964 (фр.) // Cahiers d'Études Africaines. — Paris: EHESS, 1967. — Vol. 7, no 26. — P. 345—359. — ISSN 0008-0055. — doi:10.3406/cea.1967.3100. Архивировано 24 сентября 2015 года.
- Young M. Crawford. Post-Independence Politics in the Congo (англ.) // Transition. — Bloomington: Indiana University Press, 1966. — No. 26. — P. 34—41. — ISSN 0041-1191. — doi:10.2307/2934325. — JSTOR 2934325.